# 정병조
정병조(鄭丙朝, 1863년 양력 11월 2일 ~ 1945년 양력 6월 10일)는 일제강점기에 조선총독부 중추원 참의를 지낸 학자로, 자는 관경(寬卿), 호는 규원(葵園)이며 본관은 동래이다.

## 생애
유명한 유학자 정만조의 동생으로, 소론 가문에서 태어났다. 정만조와 마찬가지로 한학에 조예가 깊었다.
1885년 진사시에 합격하여 1895년 시강원의 시종관이 되었다. 그러나 이듬해 을미사변과 관련하여 종신유배형을 받아 1907년까지 11년 동안 제주도에서 유배 생활을 했다.
일본의 세력이 강해지면서 1907년 풀려난 뒤 1908년 궁내부 예장원과 대한제국 중추원에서 다시 관직 생활을 시작했다. 1909년 통감부 초대 통감 이토 히로부미가 일본으로 떠날 때 전별인원으로 참여하고, 일본의 대한제국 보호통치가 정당함을 주장하는 국시유세단의 임시회장을 지내는 등 한일 병합 조약 체결 전부터 일본과 가까이 지냈다. 유교 계열의 친일 단체 공자교회에도 가담하였고, 이토가 안중근에게 사살되었을 때는 한국조문사절단에 종교계 대표로 포함되었다.
1910년 한일합방이 성사된 뒤 조중응을 수행하여 전 통감인 소네 아라스케의 장례식에 참석한 일이 있으며, 곧바로 조선총독부 취조국 위원에 임명되었다. 1913년에는 중추원 부찬의로도 발탁되어 약 8년간 재직하다가 1921년 중추원 편제 개편 후 참의가 되었다. 중추원 근무 기간은 총 14년 가량이다.
학식이 뛰어난 정병조는 《대전회통》 번역, 1917년부터 2년 동안 조선도서해제 사무담임, 1918년 조선어사전 심사위원, 1928년부터 11년 동안 중추원 조사과 촉탁 등을 맡아 효율적인 식민통치를 위한 기반 조사 작업에 꾸준히 종사했다. 1927년에는 충청북도 지역에서 민정 시찰을 하며 군수의 안내를 받은 기록이 있다.
1926년 2월 18일 이완용후작 장례식 장의역원을 정할 때, 장의위원회 회장자접시원(會葬者接侍員)의 한 사람으로 진행에 참여했다.
한편, 1920년 국민협회 총무를 시작으로 부회장, 고문 등을 지내며 이 단체에서 주도적인 활동을 했다. 국민협회 간부로서 신일본주의를 선전한 일은 국민들의 공분을 사서, 제주도에 강연을 왔던 정병조에게 협박장이 전달되고 범인이 잡혀 징역형을 선고받는 일도 있었다. 신일본주의는 일본이 대한제국 병합으로 일본만의 일본이 아닌 새로운 일본이 되었다면서, 조선 민족은 일본 제국의 신민임을 강조하며 내선일체를 전파한 논리였다.
일본 정부로부터 받은 서훈으로는 1912년의 한국병합기념장과 1915년의 다이쇼대례기념장이 있다.

## 사후
2002년 민족정기를 세우는 국회의원모임과 광복회가 공동 발표한 친일파 708인 명단, 2008년 친일인명사전 편찬을 위해 공개된 민족문제연구소의 친일인명사전 수록예정자 명단에 포함되었다. 2007년 대한민국 친일반민족행위진상규명위원회가 발표한 친일반민족행위 195인 명단에도 들어 있다.
경학원 대제학을 역임한 형 정만조와 《매일신보》 편집국장을 지낸 아들 정인익 역시 친일파 708인 명단과 민족문제연구소의 명단, 친일반민족행위 704인 명단에 모두 선정되어 있다.

## 같이 보기
- 조선총독부 중추원
- 국민협회
- 정만조
- 정인익
- 민원식
- 김명준

## 참고 자료
- 친일반민족행위진상규명위원회 (2007년 12월). 〈정병조〉 (PDF). 《2007년도 조사보고서 II - 친일반민족행위결정이유서》. 서울. 788~807쪽쪽. 발간등록번호 11-1560010-0000002-10. [깨진 링크(과거 내용 찾기)]
- 반민족문제연구소 (1993년 3월 1일). 〈정만조 : 친일유림의 거두 (이이화)〉. 《친일파 99인 2》. 서울: 돌베개. ISBN 9788971990124.